# 佩内利亚斯
佩内利亚斯，是西班牙加泰罗尼亚莱里达省的一个市镇。 总面积25.37平方公里，总人口511人（2013年），人口密度20人/平方公里。

## 人口
| 1900年 | 1930年 | 1950年 | 1970年 | 1981年 | 1986年 |
| ------ | ------ | ------ | ------ | ------ | ------ |
| 983    | 1216   | 1134   | 1033   | 707    | 620    |